# Dolors Majoral
Dolors Majoral i Puig, conocida también como Lola Majoral (Rubí, 1951) es una actriz y directora teatral catalana, representante histórica del feminismo radical y una de las iniciadoras del movimiento de lesbianas separatistas.

## Biografía
Dolor Majoral nació en Rubí en el seno de una familia católica, desde pequeña sintió atracción por la interpretación. A los 10 años debutó en su primer papel escénico, actividad que compaginó con los estudios convencionales y las actuaciones en grupos de teatro aficionado. Cursó estudios de Arte dramático en el instituto del Teatro de Tarrasa, y pronto fue consciente de su orientación sexual.
Al inicio de la década de 1980 Dolors Majoral conoció a la filósofa Gretel Ammann, ideóloga y activista del lesbianismo separatista, teoría con la que se sintió completamente identificada. Compartieron militancia y proyectos, y más tarde fueron pareja durante 18 años. Crearon el primer grupo de teatro formado exclusivamente por mujeres: El Grup Gram, y en 1984 abrieron en su domicilio de la calle Roselló de Barcelona, El Centro (Centro de Estudios de la Mujer) un espacio de reencuentro de los orígenes matriarcales y de transmisión de conocimientos, con intercambios y conexiones con compañeras de varios países, mediante la revista La Red de Amazonas (1985). En 1986 organizaron la Primera Escuela de Verano, y con Xesca Camps y Carmen Suárez, después de unas jornadas en París, pusieron en marcha la asociación cultural Nuestra Isla, desde donde impulsaron diversas revistas y publicaciones, destacando Laberint, que llevará más de una década. La efervescencia de sus reivindicaciones se tradujo en innumerables participaciones a nivel nacional y europeo, destacando las jornadas de Ginebra y Berlín, donde Dolors participó con el espectáculo Lola's Clown.  En 1987 ante la imposibilidad de disponer de un espacio propio, después de infructuosas negociaciones con el Ayuntamiento de Barcelona, Dolors y Gretel participaron conjuntamente con un centenar de mujeres en la ocupación de un local de la calle Font Honrada del Pueblo Seco, del que fueron desalojadas por la policía a los once días. Sin embargo, este hecho dio inicio a la negociación que propició el nacimiento de la primera sede de Ca la Dona, en 1988. 
Gretel Ammann murió en el 2000 y desde entonces Dolors Majoral ha sido la conservadora y transmisora de su legado. Donó el archivo al centro de documentación de Ca la Dona, y ha continuado colaborando en conferencias, representaciones, mesas redondas, Radio y TV y exposiciones.

## Filmografía
- 2018: Nosotrxs somos
- 2023: La mesías